# Friendzone
Friendzone (von englisch friend für Freund und zone für Bereich) bezieht sich auf eine rein platonische Beziehung zwischen zwei Personen, in der sich eine Person eine romantische oder sexuelle Beziehung wünscht, die andere aber nicht. Erstere befindet sich dann in der Friendzone. Der Status der Friendzone gilt als nicht wünschenswert und hat eine negative Konnotation.

## Trivia
Der Begriff erlangte durch die amerikanische Serie Friends einen größeren Bekanntheitsgrad. In der 7. Folge der ersten Staffel sagt der Charakter Joey Tribbiani über den Charakter Ross Geller: “You waited too long to make your move and now you are in the friendzone. [...] You are the mayor of the zone.” („Du hast zu lange gewartet für deinen Zug und jetzt bist Du in der Friendzone. [...] Du bist der Bürgermeister der Friendzone.“)
Die Scripted-Reality-Serie FriendZone auf MTV thematisiert ein Beziehungskonstrukt, in dem meist männliche Kandidaten ihren weiblichen platonischen Freundinnen ihre Liebe gestehen. Die Sendung stellt die Ausgangssituation, Vorgeschichte  und Vorbereitung bis zur Verkündung des Liebesgeständnisses mit positivem oder negativem Ende dar.